# Brooklyn Point
Il Brooklyn Point è un grattacielo residenziale nell'omonimo borgo di New York. Con 212 m di altezza, è il più alto edificio di Brooklyn.

## Costruzione
La costruzione è iniziata nel 2017 e un anno dopo le vendite degli appartamenti, di cui ne ospita un totale di 458. I servizi offerti includono una palestra, una sala giochi per bambini, una piscina sul tetto, un solarium, un parcheggio per biciclette e uno spazio per proiezioni di film all'aperto.